# Raul Soares de Moura
Raul Soares de Moura (Ubá, 7 de agosto de 1877 — Belo Horizonte, 4 de agosto de 1924) foi um político, jurista e professor brasileiro.

## Vida
Filho do agricultor e coronel da Guarda Nacional Camilo Soares de Moura e de Amélia Peixoto Soares de Moura, casou-se, em primeiras núpcias, com Alice dos Reis, e depois com Araci Emília von Sperling (Araci, de origem alemã, era prima da primeira-dama alemã Gertrud von Sperling).
Raul Soares fez o ensino secundário no Seminário de Mariana e também nos ginásios de Barbacena e de Ouro Preto. Cursou até o terceiro ano da Faculdade de Letras e Direito de Minas Gerais, transferindo-se para a Faculdade de Direito de São Paulo, na qual se formou em Ciências Jurídicas e Sociais em 1900.
Após retornar a Minas Gerais, foi nomeado Promotor de Justiça de Santa Luzia de Carangola, atual cidade de Carangola, onde também exerceu as atividades de delegado de polícia interino.
Em 1903 foi admitido no Ginásio Estadual de Campinas, onde foi professor de língua portuguesa. Nessa mesma época, foi colunista do jornal O Comércio de São Paulo, dirigido por Afonso Arinos.
Regressou a Minas Gerais para assumir a direção da política da região de Visconde do Rio Branco após a morte do irmão em 1910.

## Atuação política
Elegeu-se vereador de Visconde do Rio Branco em 1910, sendo presidente da Câmara Municipal. Foi eleito deputado estadual em 1911, mas renunciou ao cargo em 1914 para assumir a Secretaria da Agricultura, Indústria, Terras, Viação e Obras Públicas do governo estadual de Delfim Moreira até 1917. Raul Soares elegeu-se deputado federal para o mandato de 1918 a 1920, mas teve de renunciar logo no início para assumir outra pasta administrativa, a Secretaria de Interior do governo estadual de Artur Bernardes.
Em 1919 foi ministro da Marinha no Governo Epitácio Pessoa, sendo a primeira vez que o cargo foi desempenhado por um civil. Em 1921, exonerando-se do ministério, elegeu-se por Minas Gerais para o Senado Federal. Articulou a candidatura de Artur Bernardes para a Presidência da República, apresentando-se como candidato à sucessão de Bernardes para o governo de Minas Gerais. Foi eleito presidente estadual pelo Partido Republicano Mineiro (PRM) para o período de 1922 a 1926, mas não cumpriu todo o mandato. Por motivos de saúde (problemas cardíacos), faleceu em agosto de 1924, assumindo o governo seu vice Olegário Dias Maciel.